# ムルンバ・ルコジ
クリスピン・ムルンバ・ルコジ（フランス語: Crispin Mulumba Lukoji、1943年3月5日 - 1997年3月3日）は、ザイール（現・コンゴ民主共和国）の政治家、学者。1991年4月1日、ルンダ・ブルルの辞任に伴いザイールの首相に就任し、1991年8月の国民会議を監督し、民主化を実現させた。しかし、モブツ・セセ・セコ大統領に近すぎるという批判を受け、野党勢力の支持を急速に失った。1991年9月29日に辞任し、1997年3月3日、ヨハネスブルグにて53歳で死去した。